# 尚福林
尚福林（1951年11月13日—），山东济南人。中华人民共和国政治人物。北京财贸学院金融专业毕业，西南财经大学金融学博士。曾任中国人民银行副行长、中国农业银行行长、中国证监会主席、中国银监会主席、中国人民银行货币政策委员会委员。中共第十六屆中央候补委員，第十七、十八届中央委員。

## 生平
1951年出生於济南，1969年至1973年在军队服役，期间于1971年7月加入中国共产党。1973年至1978年在中国人民银行北京市樱桃园分理处工作。1978年至1982年在北京财贸学院金融专业学习。1993年考入西南财经大学攻读博士学位，师从金融学家曾康霖教授。1982年至1990年在中国人民银行总行综合计划司工作，历任副处长、处长。1994年任中国人民银行行长助理，1996年4月升至副行长，负责分管货币政策及支付清算工作。1997年7月任中国人民银行货币政策委员会委员。2000年2月出任中国农业银行行长。
2002年12月27日，接替周小川出任中国证监会主席。2011年10月29日，接替刘明康转任中国银监会主席。
2017年2月24日，卸任银监会主席，将到全国政协经济委员会任职。2018年1月，当选第十三届全国政协委员。
2020年5月12日，尚福林首次以中国国际跨国公司促进会特邀副会长身份，参加凤凰网财经联合上海交通大学上海高级金融学院、北京大学国家发展研究院举办以“全球经济与决策选择”为主题的“2020凤凰网财经云峰会”。